# ハイチ地震 (2021年)
ハイチ地震（2021 Haiti earthquake）は、ハイチ時間の2021年8月14日8時29分（UTC12時29分）にハイチ共和国で発生したマグニチュード(M)7.2の大地震である。

## 概要
震源は首都ポルトープランスから西におよそ125kmの地点で、震源の深さは約10km、地震の規模は（モーメントマグニチュード Mw）7.2と推定されている。
この地震により、これまでに少なくとも2,207人が死亡し、12,268人以上が負傷、13万棟以上の建物が全壊、または損壊した。アンリ首相は全土に1カ月間の非常事態を宣言した。ハイチでは、2010年1月にもM7.0の地震が発生しており（2010年ハイチ地震）、30万人以上が犠牲となるなど甚大な被害を受けている。

## 難民
地震後、混乱状態のハイチを離れ、メキシコ経由でアメリカ合衆国に向かう経済難民が急増した。ジョー・バイデン政権は難民の無秩序な受け入れを拒否しており、アメリカ国土安全保障省は2021年9月までに1万4000人を超える難民、移民希望者らをテキサス州デルリオなどの国境付近で捕捉。問答無用でハイチに強制送還した。